# 舍貝格島 (緬因州)
舍貝格島（英語：Chebeague Island）是一個位於美國緬因州坎伯蘭縣的市鎮。

## 人口
根據2020年美國人口普查的數據，舍貝格島的面積為63.61平方千米，當中陸地面積為9.22平方千米，而水域面積為54.39平方千米。當地共有人口3646人，而人口密度為每平方千米57人。